# FK Jelgava
FK Jelgava este un club de fotbal din Jelgava, Letonia. Echipa susține meciurile de acasă pe Stadionul Ozolnieku cu o capacitate de 1.000 de locuri.

### Lotul curent
La 25 aprilie 2010
| Nr. |         | Poziție | Jucător                   |
| --- | ------- | ------- | ------------------------- |
| 3   | Letonia | F       | Eduards Martins           |
| 4   | Letonia | F       | Oļegs Ivaņica             |
| 5   | Letonia | F       | Vitālijs Lapkovskis       |
| 6   | Letonia | M       | Pāvels Bormakovs          |
| 7   | Letonia | F       | Valērijs Redjko (captain) |
| 8   | Letonia | A       | Ēriks Pelcis              |
| 9   | Letonia | A       | Aleksejs Bespalovs        |
| 10  | Letonia | M       | Aivars Ķeris              |
| 11  | Letonia | M       | Viktors Rezjapkins        |
| 12  | Letonia | A       | Jaroslavs Zoricovs        |
| 14  | Letonia | A       | Jānis Čaplinskis          |
| 17  | Letonia | M       | Igors Lapkovskis          |
| 19  | Letonia | M       | Vitālijs Petkevičs        |
| 20  | Letonia | M       | Dmitrijs Medeckis         |

| Nr. |                            | Poziție | Jucător             |
| --- | -------------------------- | ------- | ------------------- |
| 21  | Letonia                    | A       | Vladislavs Kozlovs  |
| 22  | Letonia                    | M       | Artis Lazdiņš       |
| 23  | Statele Unite ale Americii | M       | Nate Weiss          |
| 31  | Letonia                    | M       | Boriss Bogdaškins   |
| 32  | Letonia                    | M       | Vadims Siņicins     |
| 33  | Letonia                    | P       | Aleksandrs Čumakovs |
| 44  | Letonia                    | F       | Jevgēņijs Kazura    |
| 77  | Letonia                    | F       | Aleksandrs Gubins   |
| 81  | Letonia                    | P       | Marks Bogdanovs     |
| 85  | Letonia                    | M       | Gints Freimanis     |
| 99  | Letonia                    | A       | Oļegs Malašenoks    |
| --  | Letonia                    | F       | Igors Savčenkovs    |
| --  | Letonia                    | M       | Dmitrijs Borisovs   |
| --  | Japonia                    | M       | Jumpei Shimmura     |